# Amphinomia bullonii
Amphinomia bullonii là một loài thực vật có hoa trong họ Đậu. Loài này được (Emb. & Maire) Font Quer & Rothmaler mô tả khoa học đầu tiên năm 1940.